# Chiesa di Maria Santissima del Rosario (Palma di Montechiaro)
La chiesa madre di Maria Santissima del Rosario di Palma di Montechiaro è l'edificio sacro più importante della cittadina in provincia di Agrigento, che, con la sua grandiosa mole in cima ad un'ampia scalinata rappresenta una delle opere più rappresentative e significative del barocco siciliano. Fu fatta edificare dalla famiglia dei Tomasi di Lampedusa, fondatori e feudatari della città.

## Storia
La storia della chiesa accompagna la storia stessa del centro abitato che fu fondato nel 1637, nell'ambito del vasto fenomeno di ripopolamento dei latifondi dell'isola da parte de possidenti nobiliari.
Essa sorge ove prima era situata la chiesetta di San Giuseppe che fu fondata nel 1644 dal ragusano don Vincenzo Ottaviano, venuto a Palma con i Tomasi e fu poi demolita. A ricordo fu costruita nella nuova chiesa una cappella consacrata a San Giuseppe. L'atto di fondazione della nuova Madrice risale al 2 ottobre 1666. La progettazione della nuova chiesa fu affidata a Angelo Italia, gesuita, uno dei primi architetti barocchi operanti in Sicilia, anche se alcuni storici gli attribuiscono solo la facciata. Il titolo di chiesa madre era appartenuto per breve tempo alla cappella palatina del primitivo palazzo ducale - poi divenuto monastero - in seguito fu trasferito presso la chiesa di Santa Rosalia (ormai in rovina). L'attuale edificio fu voluto e finanziato da Giulio Tomasi come si evince dall'atto notarile stipulato il 2 ottobre 1666 presso il notaio Giuseppe Cappello da Licata. Per testamento il nobile lasciò un legato di mille onze perché se ne portasse a termine il perfezionamento. La realizzazione della chiesa fu affidata al palmese Francesco Scicolone e all'ingegnere che sovraintendeva ai lavori, tale Calogero Bennica da Girgenti. La facciata fu successivamente progettata sicuramente da Angelo Italia.

## Architettura esterna
Posta sulla sommità di un'ampia scalinata, è caratterizzata da una facciata, realizzata con conci di pietra delle cave del Cassarino (una contrada vicino la cittadina), presenta due ordini sovrapposti di colonne che rilevano dalla muratura e frontoni spezzati con un portale centrale e da due portali minori sormontati da due torri campanarie. La chiesa è a pianta longitudinale con tre navate, transetto e cupola. Tale schema, pur già sperimentato in Sicilia, dopo questa realizzazione ebbe un notevole successo durante il XVIII secolo e potrebbe essere stata il modello come tipologia architettonica e rilevanza urbanistica per diverse chiese posteriori al terremoto del 1693 tra cui la facciata della Cattedrale di Noto, anch'essa posta sulla sommità di una scenografica scalinata. Le due torri campanarie furono completate soltanto nel 1779, per questo motivo la chiesa tempo prima appariva senza campanili. 

## L'interno
L'interno del duomo,vasto, a tre ampie navate separate da delle tozze colonne in finto marmo rosso con un capitolo in stile dorico e con un'ariosa cupola sul transetto rivela un movimentato scenario decorativo in stucco di sapore neoclassico. In fondo alle navate è l'ampio presbiterio, cinto una volta da splendide inferriate. Due ricche cappelle intitolate a Maria Addolorata, e la seconda cappella è dedicata alla Madonna del Rosario (entrambe le navate hanno delle porticine nelle due cappelle per entrare nelle rispettive confraternite). Nella prima cappella a sinistra si trova la Madonna di Fatima, l'effige è stata donata alla chiesa madre da una famiglia italo-americana, e l'urna contenente le reliquie di San Traspadano quest'ultime donate a Carlo Tomasi, nel 1666, dal cardinale Sforza Pallavicini, e in basso a sinistra sempre nella stessa cappella si trovano le spoglie di Don Giovanni Battista Hodierna. Invece nella prima cappella a destra si trova l'altare dedicato a San Giuseppe, poiché sul sito della chiesa madre si trovava un'antica chiesa dedicata a San Giuseppe. Al centro della navata principale c'è una lastra in marmo, quest'ultima chiude l'entrata alle catacombe che si trovano sotto il sito della chiesa. Numerose sono le reliquie conservate tra le quali quelle di Santa Cecilia, San Pio da Pietrelcina, un piccolo pezzo del velo della Beata vergine Maria e molte altre reliquie di Santi. L'altare maggiore è opera del palermitano Giuseppe Allegra, dove viene raffigurata la cena con i discepoli ad Emmaus. La cantoria dell'organo in legno con foglia oro scolpito è di Calogero Provenzani, padre di Domenico.                                                                                                                                                            Numerosi e pregevoli sono i dipinti custoditi nella chiesa e che sono stati realizzati da Domenico Provenzani che li eseguì nel 1784-1785 insieme al suo maestro Gaspare Serenari e Raffaele Manzelli, che vi lavorò nella seconda metà dell'800. Alcuni dei dipinti del Provenzani che si trovano nella Madrice sono: Il cuore di Gesù con San Filippo Neri, il quadro di San Gioacchino, Sant'Anna e Maria bambina e il sacrificio del toro. A Gaspare Serenari, allievo di Corrado Giaquinto, si attribuisce per tradizione il quadrone dell'incoronazione dell'Immacolata. Invece a Raffaele Manzelli appartengono i quadri del soffitto, che rappresentano: La Trinità, Gli evangelisti, La Trasfigurazione e molti altri. Ancora al Manzelli appartengono i due quadri delle pareti del coro: Il pagamento di Giuda e Gesù nell'orto del Getsemani, e il quadrone dell'altare maggiore raffigurante la Madonna del Rosario con il cardinale Giuseppe Maria Tomasi e san Domenico, rifacimento analogo del quadro bruciato anni prima, fatto da Domenico Provenzani. Altri quadri che si trovano in sacrestia attribuiti a Domenico Provenzani (senior) raffigurano: il martirio di San Traspadano e poi numerosi ritratti dei duchi della stessa cittadina e i vari quadri degli Arcipreti, e un notevole quadro di Giulio Tomasi (il duca Santo) di cui si dà una riproduzione fotografica reale e inedita. Disposti a croce ai lati dell'edificio furono costruiti i l'oratorio del Santissimo Sacramento e l'oratorio della Vergine del Rosario. 

## Confraternita della Vergine del Rosario
Altrimenti noto come Oratorio della Beatissima Vergine del Santo Rosario o Oratorio del Santissimo Rosario, l'ambiente ubicato sul lato est è dedicato alla patrona della Terra di Palma. Sede dell'omonima confraternita istituita il 5 settembre 1638 dal duca don Giulio Tomasi fino a tutto il '700. Qui, al rintocco dell'Ave Maria, i confratelli si riunivano per la recita del Rosario. L'edificio presenta una pianta rettangolare ed una volta a botte arricchita di affreschi raffiguranti scene bibliche. Tutto l'interno è impreziosito da una raffinata decorazione in stucco, affreschi e tele di Domenico Provenzani e un dipinto d'autore ignoto raffigurante la Vergine del Rosario, opera già restaurata dall'artista palmese. All'interno dell'oratorio della Beata Vergine del Rosario di trovano i simulacri della Vergine Addolorata e della Vergine "di u Scontru".

## Confraternita del Santissimo Sacramento
La confraternita del Santissimo Sacramento fu fatta erigere nel 1638 da Carlo Tomasi, fratello di don Giulio. Tra la fine del 600 e l'inizio del 700 risale la magnificenza dell'arte che arricchisce l'antico oratorio ai cui confrati hanno delegato la promozione della ricorrenza del Corpus Domini, della processione del Venerdì Santo e della Pasqua di Resurrezione con il tradizionale U Scontru. All'interno si conservano autentici tesori tra cui una pala centrale, le tele del pittore Domenico Agresta, gli affreschi, gli scanni lignei lavorati, calici, ostensori, pissidi, turiboli con navetta, impronte, insegne raffiguranti il SS Sacramento, aureole, statue del Cristo Risorto e del Cristo Morto. Ed inoltre vi si conserva l'Urna Santa, opera di maestranze locali o siciliane ed, infine, una ricca cornice lignea che incastona la pala sull'altare maggiore, opera del bravo ebanista don Calogero Provenzani, padre del famoso pittore dei Gattopardi Domenico Provenzani. La Confraternita del SS Sacramento ebbe una ventata di rinnovamento tra il 1960 ed il 1962 sotto la guida di Giuseppe D'Orsi, chiamato dal popolo palmese Pinu Piddru D'Orsi. Ma la svolta positiva per la sua salvaguardia è coincisa negli ultimi anni con l'avvento degli ultimi due Governatori Calogero Croce Paternò e Giuseppe Alotto. L'Oratorio, infatti, è stato ripristinato per la sua fruizione, è stata avviata la pulitura della pala centrale e delle tele, è stato riaperto al popolo cattolico e non solo, con la possibilità di potere ammirare la cripta ed i simulacri in cartapesta con le statue del Cristo Morto e del Cristo Risorto.

## Arcipreti della chiesa madre di Palma di Montechiaro
Gli arcipreti della chiesa madre di Palma di Montechiaro un tempo venivano nominati tramite lo ius patronatus, quindi con il consenso della famiglia Tomasi di Lampedusa. L'ultimo arciprete ad essere nominato con questo diritto fu il canonico mons. don Rosario Di Benedetto, i suoi successori furono nominati dall'arcivescovo di Agrigento.